# Horní Lysečiny
Horní Lysečiny est un village de République tchèque faisant partie de la commune de Horní Maršov.